# Кесальтенанго (департамент)
Кесальтена́нго (исп. Quetzaltenango) — один из 22 департаментов Гватемалы, расположен на западе страны. Административный центр — город Кесальтенанго, второй по величине город Гватемалы.

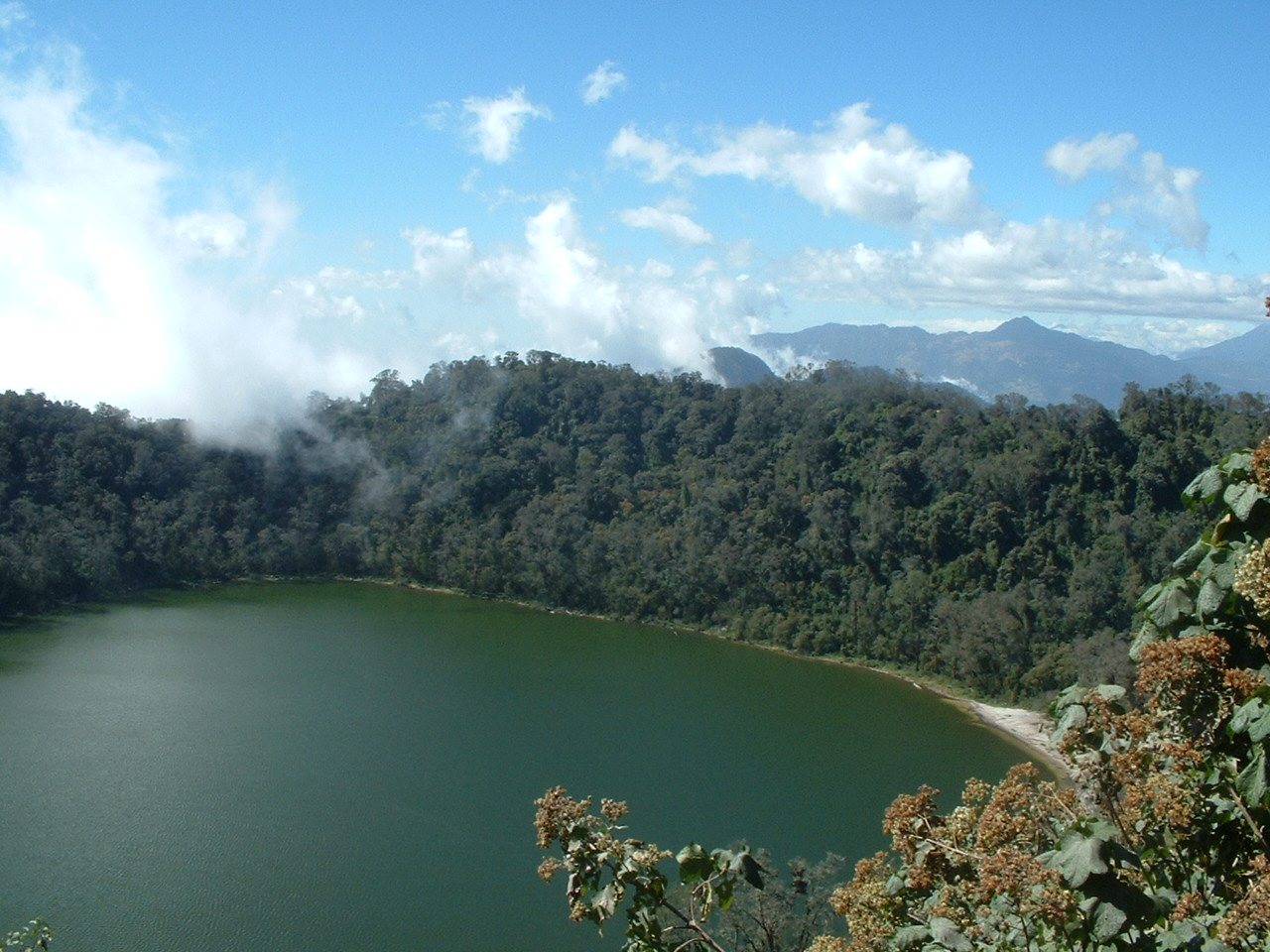
Озеро Чикабаль в кратере одноимённого вулкана — один из туристических объектов

Граничит на севере с Уэуэтенанго, на востоке c Тотоникапаном и Сололой, на юге с Сучитепекесом и Реталулеу, на западе c Сан-Маркос.
В этом департаменте находится национальный парк Серро-Эль-Бауль.

## История
2 февраля 1838 года Уэуэтенанго объединилось с Кесальтенанго, Киче, Реталулеу, Сан-Маркосом и Тотоникапаном в недолговечное центральноамериканское государство Лос-Альтос. Государство было разрушено в 1840 году генералом Рафаэлем Каррерой, ставшим президентом Гватемалы. Флаг и герб Кесальтенанго были переняты у Лос-Альтоса.

## Население
В административном центре живёт порядка 150 000 жителей. Около 60 % населения этого департамента коренного происхождения, остальные — латиноамериканцы европейского происхождения. Кроме испанского языка распространены языки майя киче и мам.

## Муниципалитеты

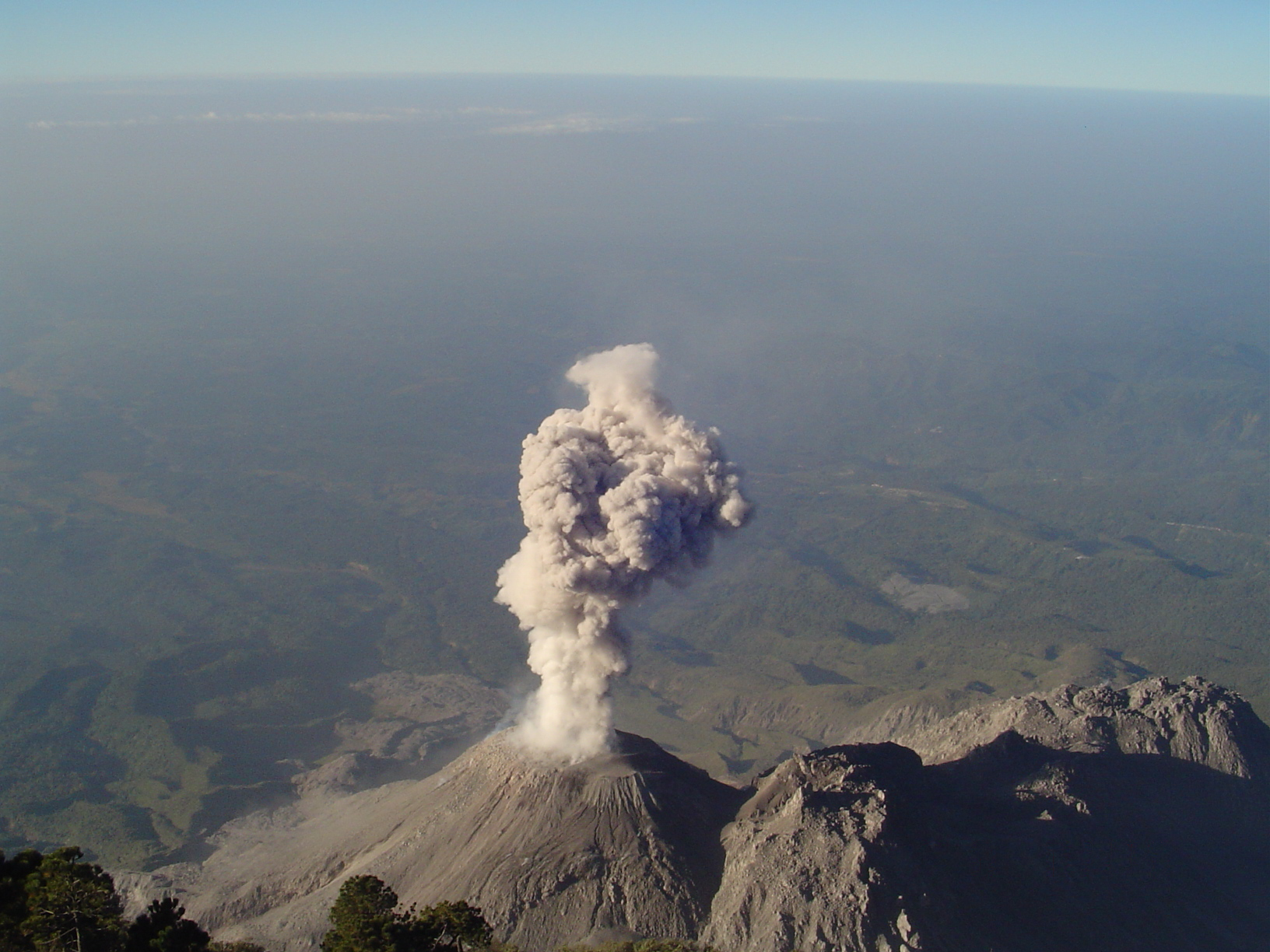
Вулкан Сантьяги́то

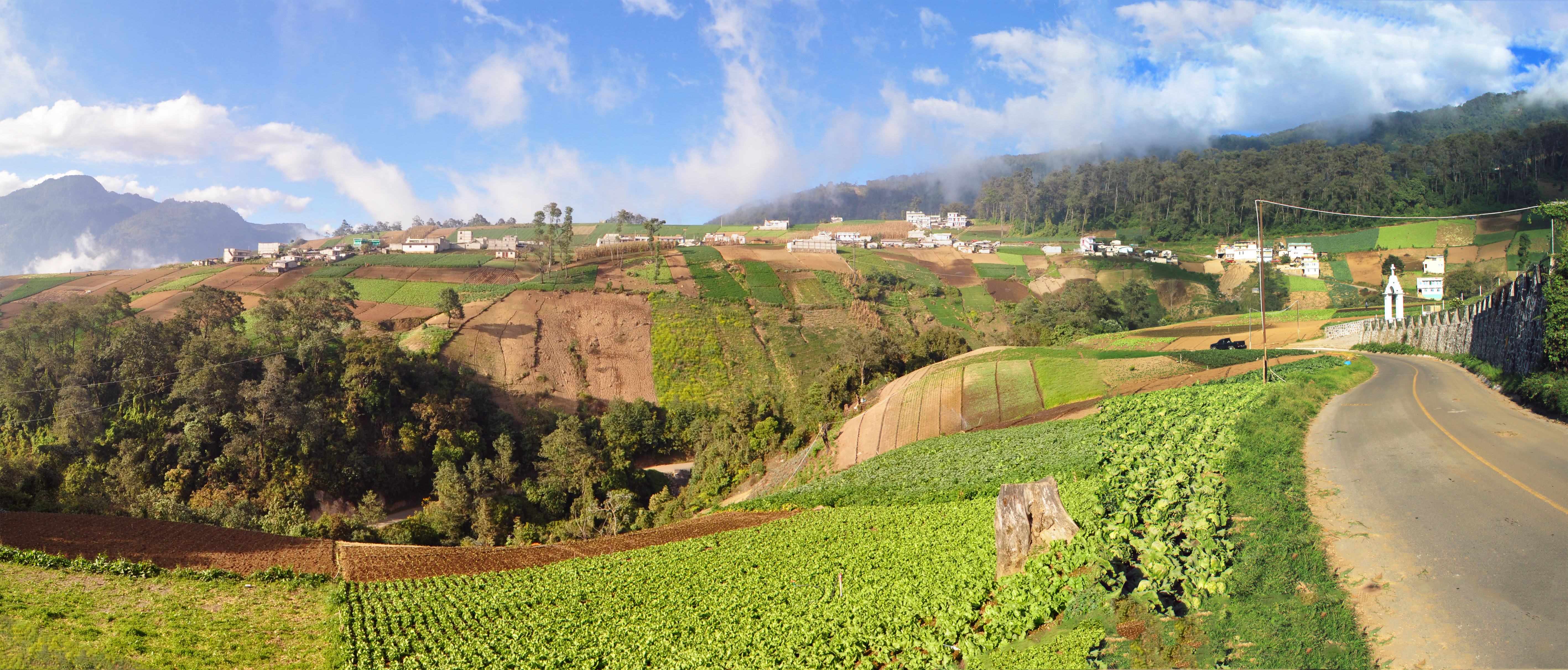

В административном отношении департамент подразделяется на 24 муниципалитета:
- Альмолонга
- Кабрикан
- Кантель
- Кахола́
- Кесальтенанго
- Коатепеке
- Коломба
- Консепсьон-Чикиричапа
- Ла-Эсперанса
- Олинтепеке
- Палестина-де-Лос-Альтос
- Салькаха́
- Сан-Карлос-Сиха
- Сан-Мартин-Сакатепекес
- Сан-Матео
- Сан-Мигель-Сигуила́
- Сан-Франсиско-Ла-Уньон
- Сан-Хуан-Остункалько
- Сибилия
- Суниль
- Уитан
- Флорес-Коста-Кука
- Хе́нова
- Эль-Пальмар